# نجدة فتحي صفوة
نجدة فتحي صفوة، دبلوماسي عراقي ومؤرخ.

## سيرته
نجدة فتحي صفوة، ولد في مدينة إسطنبول حيث كان يعمل والده سفيرا هناك  سنة 1923 وأكمل دراسته الابتدائية والمتوسطة والثانوية فيها ثم التحق بكلية الحقوق العراقية وأكمل دراسته العليا في «مدرسة الدراسات الآسيوية والأفريقية في جامعة لندن». يتقن لغات عديدة. ففضلا عن العربية، والتركية، والإنكليزية، ويتقن الفرنسية وله إلمام باللغة الروسية. وقد اتجه منذ شبابه نحو العمل الدبلوماسي وقضى أكثر من ربع قرن من عمره في سفارات العراق في عمان والقاهرة وجدة وأنقرة وباريس وواشنطن ولندن وموسكو. وشغل منصب وكيل لمساعد وزير الخارجية العراقي بين سنتي 1958-1959. وبعدها أصبح مديرا عاما للدائرة السياسية في وزارة الخارجية 1966-1967. وفي سنة 1967 عين سفيرا للعراق في الصين لكنه فضل الاستقالة والتفرغ للبحث والتأليف وإلقاء المحاضرات في ميداني الدبلوماسية والتاريخ في عدة كليات ومعاهد علمية داخل العراق وخارجه وأخيرا قرر الانتقال نهائيا للعيش في لندن منذ سنة 1979. 
عشق الوثائق، وحمل هم التوثيق، وأحب الكتابة التاريخية، ويعد من أوائل الباحثين العراقيين الذين استفادوا من الوثائق البريطانية في الأرشيفات المختلفة وخاصة تلك الموجودة في «كيو كاردنز» و«بلاك فرايرز» في لندن. ولم يكتف بالاطلاع على الوثائق وسبر غور أسرارها، بل قام بنشر الكثير منها. 
ولم يقتصر على الوثائق التي تتناول العراق، بل وسع نطاق اهتماماته لتشمل الجزيرة العربية والخليج العربي. وفوق هذا فإنه – باعتقادي – من أبرز الدبلوماسيين الذين اهتموا بالصحافة، وعملوا فيها. فعلى سبيل المثال كان نجدة فتحي صفوة – ولسنوات طويلة - يكتب حقلا أسبوعيا بعنوان «خواطر وأحاديث في التاريخ» في مجلة «ألف باء» البغدادية، وعمودا ثابتا بعنوان «هذا اليوم في التاريخ» في جريدة الشرق الأوسط اللندنية. ومما ساعده على ذلك براعته الأدبية، واللغوية، واهتمامه بالأدب العربي منذ حداثة سنه، حتى أنه نشر كتابين، وهو لما يزل طالبا في كلية الحقوق ببغداد وهما: «مذاهب الأدب الغربي» 1943 و«إيليا أبو ماضي والحركة الأدبية في المهجر» 1945. 
كما سبق له العمل بتدريس مادة اللغة العربية والأدب العربي في كلية بغداد الخاصة التابعة للجزويت الاميركان لمدة سنتين قبل التحاقه بوزارة الخارجية في سنة 1945. ولحد العام 1994 فإن لنجدة فتحي صفوة كما كبيرا من المقالات في الصحف والمجلات العراقية والعربية والأجنبية بلغ قرابة 500 بحث ودراسة ومقالة.

## تجربته الصحفية
كتب عن تجربته في الكتابة الصحفية لمجلة «ألف باء» يقول: «تفضلت مجلة ألف باء في شهر نيسان سنة 1981 فطلبت إلي أن اكتب لها حقلا أسبوعيا يتناول الموضوعات التاريخية وما يدور حولها، فقبلت هذا العرض بسور، واتفقنا على أن يكون عنوان الحقل (خواطر وأحاديث في التاريخ). وقد تركت لي رئاسة تحرير المجلة الحرية الكاملة في اختيار الموضوعات التي أتناولها ولكنها اقترحت – ولم تشترط - العناية بصورة خاصة بتاريخ العراق الحديث والمعاصر الذي تعلم أن لي به عناية، وأنه ينال اهتماما متزايدا من القراء».

## تكريماته
نال نجدة فتحي صفوت العديد من الأوسمة والتكريمات ومن ذلك أنه يحمل وسام المؤرخ العربي من اتحاد المؤرخين العرب و«وسام الاستقلال» من الدرجة الثالثة 1950 من المملكة الأردنية الهاشمية. وقد أسهم في ندوات ومؤتمرات علمية كثيرة وقدم أوراقا فيها.

## مؤلفاته
لنجدة فتحي صفوة، مؤلفات عديدة منها كتبه: «اليهود والصهيونية في علاقات الدول الكبرى» وهو من منشورات وزارة الخارجية العراقية 1967، «العراق في مذكرات الدبلوماسيين البريطانيين» وقد نشرته المكتبة العصرية ببيروت 1969 و«حكايات دبلوماسية» دار النهار ببيروت 1970 و«بيروبيجان: التجربة السوفيتية لإنشاء وطن قومي يهودي» ونشره مركز الدراسات الفلسطينية ببغداد 1973 و«الماسونية في الوطن العربي» وهو من منشورات مركز الدراسات العربية في لندن وباللغتين العربية والإنكليزية 1980 و«جهاز الدبلوماسية الإسرائيلية وكيف يعمل» وقد نشره مركز الدراسات الفلسطينية ببغداد 1983 و«خواطر وأحاديث في التاريخ» مطبعة اشبيلية 1984 و«العرب في الاتحاد السوفيتي ودراسات أخرى» مكتبة آفاق عربية 1984. 
كما اهتم صفوة بنشر مجاميع من الوثائق ولعل عمليه الكبيرين: «العراق في الوثائق البريطانية 1936» و«الجزيرة العربية في الوثائق البريطانية»، ويقع في 12 جزءا من أبرز ما نشر وقد سهل ذلك للباحثين والمؤرخين كثيرا من حيث أنهم أصبحوا على مقربة شديدة من الوثائق البريطانية غير المنشورة والتي لم تكن متاحة لهم من قبل. 
كما كرس جهده – ولسنوات - من أجل تشجيع السياسيين على نشر وثائقهم وقدم خبرته لهم في هذا المجال، ومن ذلك أنه نشر وحقق كتاب "وجوه عراقية" للسياسي العراقي توفيق السويدي والذي تولى رئاسة الوزراء أكثر من مرة. كما نشر "مذكرات رستم حيدر"، وكتاب "خواطر وأفكار" للشاعر العراقي الكبير معروف عبد الغني الرصافي، وكتاب "مرآة الشام" للسياسي السوري عبد العزيز العظمة". 
ولم تكن عنايته بنشر الوثائق مقتصرة على الوثائق البريطانية عن العراق، بل اهتم كذلك بالقضايا العراقية ونشر كتابا بعنوان «من نافذة السفارة: القضايا العربية في الوثائق البريطانية» في لندن سنة 1993.

## منهجه
كان نجدة فتحي صفوة، يؤكد في كتاباته التاريخية على ضرورة العودة إلى المظان الأصلية فلا تاريخ بلا وثائق. ولم يقتصر على استخدام الوثائق في كتاباته، بل اهتم بالمذكرات الشخصية، وكتب الرحلات، والصحافة وعدها مصادر مهمة لا بد من الاستفادة منها. ففي ما يتعلق بكتب الرحلات – على سبيل المثال – يقول إن كتب الرحلات تحتل في ميدان الفكر والثقافة مكانة خاصة بسبب تعدد جوانبها السياسية والأدبية والجغرافية والاثارية والجيولوجية والانثروبولوجية، وهي على هذا الأساس مصدر مهم من مصادر التاريخ. 
وبشأن الوثائق عموما، والوثائق البريطانية خصوصا يذكر صفوة بأهميتها وضرورتها عند إعادة كتابة تاريخ العراق الحديث والمعاصر، ولكنه يستدرك ليدعو الباحثين وطلبة الدراسات العليا إلى الاعتناء كذلك بالوثائق العراقية الوطنية في كتابة تاريخ بلادهم خاصة، وإنها تعبر عن «وجهة نظرنا بينما تعبر الوثائق البريطانية عن وجهة نظر أجنبية وهي مكتوبة من زاوية مصالح هي غير مصالحنا...». 
ويقف ليضيف إلى ذلك قوله إن بريطانيا ارتبطت بالعراق منذ أكثر من أربعة قرون وان في دور أرشيفها الآلاف من الوثائق التي تخص العراق ولاغنى لكل باحث عن الرجوع إليها وفيها مادة أساسية لمن يدرس تاريخ العراق الحديث. ولا شك أن هناك - عن هذه الحقبة - كثيرا من الوثائق العراقية الرسمية منها والشخصية، ومذكرات، وأوراق تعود لرجال العراق وزعمائه، وتقارير مختلفة محفوظة في أضابير بعض الوزارات والبلاط الملكي. ومن الواجب الرجوع إليها بطبيعة الحال، بل أنه من الواجب الرجوع إلى أية وثيقة، وبأية لغة كتبت، وأينما وجدت، وحيثما حفظت، لتكون الدراسة التاريخية مستوفية شروطها الضرورية.